# Ségolène Amiot
Pour les articles homonymes, voir Amiot.
Ségolène Amiot, née le 23 février 1986 à Châtenay-Malabry, est une femme politique française.
Elle est membre de La France insoumise, élue députée de la 3e de la Loire-Atlantique en 2022 sous l'étiquette de la Nouvelle Union populaire écologique et sociale, puis réélue en 2024 sous l'étiquette NFP.

## Biographie
Ségolène Amiot est issue d’une fratrie de cinq enfants. Elle est diagnostiquée dyslexique à l’âge de 12 ans. Elle dit avoir abandonné des études d'ostéopathie faute de moyens financiers et enchainé « plein de petits boulots, mal payés, allant des missions intérimaires dans le nettoyage industriel à des ménages, en passant par auxiliaire de vie ».
Chargée d’assistance technique au sein d'un centre d'appels téléphoniques, elle participe au mouvement syndical comme militante à la CGT. Elle est aussi engagée pour la cause LGBT, ayant notamment été vice-présidente du centre LGBT de Nantes.

## Parcours politique
Elle rejoint La France insoumise en 2016, au moment du mouvement anti-loi travail. Lors des élections législatives de 2017, elle milite pour la candidate LFI dans la deuxième circonscription de la Loire-Atlantique, Carole Malard.
Le 20 juin 2022, elle est élue députée dans la troisième circonscription de la Loire-Atlantique avec 55,70 % des voix devant la députée sortante Anne-France Brunet (LREM),,.

### Députée de laXVIelégislature
Pour son premier mandat de députée Ségolène Amiot a siégé à la commission des Affaires culturelles et de l'Éducation et a co-présidée avec le député Aurélien Taché, à l'époque membre du groupe ECO-NUPES, le groupe d'études sur les discriminations et LGBTQI-phobies.

### Députée de laXVIIelégislature
À la suite de la dissolution de l'Assemblée nationale du 9 juin 2024, elle est de nouveau candidate aux élections législatives de 2024, sous l'étiquette du Nouveau Front populaire. Elle est en tête à l'issue du premier tour avec 44,56 % des voix, et est réélue au second tour avec 50,13 % des voix, face à Matthieu Annereau (Ensemble) et Laurie Arc (RN).
Elle siège une nouvelle fois à la commission des Affaires culturelles et de l'Éducation.

## Synthèse des résultats électoraux

### Élections législatives
| Année | Parti | Parti | Circonscription           | 1er tour | 1er tour | 2d tour | 2d tour | Issue |
| Année | Parti | Parti | Circonscription           | %        | Rang     | %       | Rang    | Issue |
| ----- | ----- | ----- | ------------------------- | -------- | -------- | ------- | ------- | ----- |
| 2022  |       | LFI   | 3e de la Loire-Atlantique | 42,87    | 1er      | 55,11   | 1er     | Élue  |
| 2024  | 44,55 | LFI   | 3e de la Loire-Atlantique | 1er      | 50,13    | 1er     |         | Élue  |

### Élections départementales
| Année | Parti | Parti | Canton   | 1er tour | 1er tour | 1er tour | 2d tour | 2d tour | 2d tour | Issue  |
| Année | Parti | Parti | Canton   | Voix     | %        | Rang     | Voix    | %       | Issue   | Issue  |
| ----- | ----- | ----- | -------- | -------- | -------- | -------- | ------- | ------- | ------- | ------ |
| 2021  |       | LFI   | Nantes-2 | 1 214    | 14,24    | 4e       |         |         |         | Battue |